# Jak Grinch ukradł święta
Jak Grinch ukradł święta (ang. How the Grinch Stole Christmas) – amerykański film animowany w reżyserii Chucka Jonesa, oparty na książce autorstwa Dr. Seussa pod tym samym tytułem.
Otrzymał bardzo pozytywne recenzje; serwis Rotten Tomatoes przyznał mu wynik 100%.
W 2000 roku nakręcono fabularny remake tego filmu pod tym samym tytułem.

## Obsada
W oryginalnej wersji językowej głosu użyczyli:
- Boris Karloff jako Grinch; narrator
- June Foray jako Cindy Lou Who
- Thurl Ravenscroft jako głos śpiewający piosenki w filmie

## Wersja polska
Opracowanie wersji polskiej: Studio Sonica

Opowiada: Krzysztof Gosztyła

Lektor: Krzysztof Kołbasiuk

## Fabuła
Jest noc wigilijna. Mieszkańcy małego, górniczego miasteczka Ktosiowa, przygotowani do świąt Bożego Narodzenia, śpią już w łóżkach, czekając na prezenty od Świętego Mikołaja. Tymczasem mieszkający nad miasteczkiem w jaskini i nieznoszący świąt zielony stwór o imieniu Grinch postanawia przebrać się za Świętego Mikołaja i ukraść mieszkańcom miasteczka prezenty, by w ten sposób zepsuć im święta. Kradzież prezentów początkowo idzie mu gładko, lecz po jakimś czasie zaczyna mieć wyrzuty sumienia, oddaje ludziom prezenty i postanawia razem z nimi spędzić te święta.